# Sprachverständlichkeit
Die Sprachverständlichkeit beschreibt in der Raumakustik die Qualität der Transmission von Sprache, entweder durch elektroakustische Anlagen oder direkt durch einen oder mehrere menschliche Sprecher. Im Freifeld wird der Übertragungsweg zwischen Schallquelle und Schallempfänger nicht durch Reflexion, Abschattungen oder Absorption gestört. Der Schalldruckpegel sinkt mit zunehmender Entfernung, abhängig von der Art der Schallquelle. In geschlossenen Räumen ist er außerhalb eines gewissen Mindestradius jedoch nahezu ortsunabhängig. Das wird durch die zahlreichen auftretenden Reflexionen an Begrenzungsflächen und Einrichtung verursacht. Das dadurch entstehende diffuse Schallfeld überlagert sich mit dem Originalsignal und beeinflusst somit die Sprachverständlichkeit. Da die Sprachverständlichkeit nicht direkt gemessen werden kann, werden verschiedene Verfahren zur Bewertung der Sprachverständlichkeit eingesetzt.

## Messung

Nachhallzeit nach DIN 18041

Als ältestes Kriterium eignet sich die Nachhallzeit zur Messung der Sprachverständlichkeit. In der DIN 18041 sind die empfohlenen Nachhallzeiten für verschiedene Einsatzzwecke in Abhängigkeit von der Raumgröße festgelegt. Ist die Nachhallzeit länger als diese Empfehlung, so ist der Raum zu hallig und die Sprachverständlichkeit schlecht. Bei zu kurzer Nachhallzeit hingegen ist der Raum akustisch zu trocken und somit ist der durch die Schallquelle erzeugte Schalldruckpegel bei der Ankunft beim Empfänger zu gering.
Die sogenannten Energiekriterien (Deutlichkeitsgrad, Klarheitsmaß und Schwerpunktzeit) bewerten im Gegensatz zur Nachhallzeit die Stärke der Schallreflexionen im Raum. Deutlichkeitsgrad und Klarheitsmaß setzen die Schallenergie, welche innerhalb der ersten 50 ms beim Empfänger eintrifft, in Relation zu der insgesamt eintreffenden Schallenergie. Damit kann bewertet werden, wie stark das Originalsignal von späteren Reflexionen überlagert wird. Die Schwerpunktzeit setzt dagegen keine exakte Zeitgrenze, sondern berechnet die Zeit, nach der genau die Hälfte der gesamten Schallenergie beim Empfänger eingetroffen ist.
Weitere, sehr gängige Methoden zur Messung der Sprachverständlichkeit sind die Sprachübertragungsindizes (STI und RASTI). Beide messen den Modulationsübertragungsindex, um die Transmission menschlicher Sprache möglichst genau abzubilden. Beim STI werden sieben Oktavbänder mit jeweils 14 Modulationsfrequenzen gemessen und anschließend gemittelt. Der RASTI hingegen misst lediglich zwei Oktavbänder und dabei jeweils neun Modulationsfrequenzen. Er verliert zunehmend an Bedeutung, da der STI die Sprachverständlichkeit genauer bewertet.